# Karen Soto
Karen Andrea Soto Lugo (sinh ngày 26 tháng 5 năm 1992 tại Maracaibo) là một người mẫu Venezuela và là người giữ danh hiệu cuộc thi sắc đẹp đã giành chiến thắng Hoa hậu Thế giới Venezuela 2013. Cô đại diện cho Venezuela tại Hoa hậu Thế giới 2013, tại Bali (Indonesia), trên Ngày 28 tháng 9 năm 2013 nhưng không thành công.
Soto đã đăng quang Hoa hậu Thế giới Venezuela 2013 trong phiên bản đầu tiên của cuộc thi Hoa hậu Thế giới Venezuela, được tổ chức vào ngày 10 tháng 8 năm 2013 tại Caracas. Cô được trao vương miện bởi chủ sở hữu sắp ra mắt là Gabriella Ferrari và Ivian Sarcos, Hoa hậu Thế giới 2011.
Karen trước đó đã từng tham gia Hoa hậu Venezuela 2010, đại diện cho Costa Oriental, nơi cô được xếp vào Top 10.